# Неуймін Григорій Миколайович
Неуймін Григорій Миколайович (3 січня 1886, Тбілісі — 17 грудня 1946) — радянський астроном, першовідкривач низки комет та астероїдів.
У 1910 році закінчив Петербурзький університет. Із 1910 працював у Пулковській обсерваторії (з 1912 — у її Сімеїзькому відділенні, в 1925–1931 й 1936–1941 очолював його). У 1944–1946 роках — директор Пулковскої обсерваторії.
Основні наукові праці відносяться до астрономії спостережень. У Сімеїзі вперше в СРСР організував систематичні спостереження малих планет, відкрив 63 малі планети (одна з них, 748 Сімеїза, була названа на честь Сімеїза). Протягом 1913–1941 років відкрив 6 нових комет (5 із них виявилися періодичними). Розробив метод обліку членів вищих порядків при обчисленні збурень орбіт комет. Досліджував рух комети Неуйміна-2. Вивчав змінні зорі, відкрив 13 перемінних. Виконував також мікрометричні виміри супутників Нептуна, мікрометричні спостереження подвійних зірок, займався визначенням власного руху зірок.
Г. М. Неуймін був нагороджений преміями Російського астрономічного товариства і шістьома медалями Тихоокеанського астрономічного товариства. На його честь названий місячний кратер Неуймін і мала планета 1129 Неуйміна (1129 Neujmina), відкрита П. Г. Пархоменко 8 серпня 1929 року в Сімеїзькій обсерваторії.

## Астероїди
| #    | Українська назва | Міжнародна назва | На честь                                | Дата відкриття    |
| ---- | ---------------- | ---------------- | --------------------------------------- | ----------------- |
| 748  | Сімеїз           | Simeïsa          | Сімеїз                                  | 14 березня 1913   |
| 751  | Фаїна            | Faïna            | дружина відкривача                      | 28 квітня 1913    |
| 752  | Суламітіс        | Sulamitis        |                                         | 30 квітня 1913    |
| 753  | Тифліс           | Tiflis           | Тифліс                                  | 30 квітня 1913    |
| 762  | Пулкова          | Pulcova          | Пулково                                 | 3 вересня 1913    |
| 768  | Струвеана        | Struveana        | династія Струве (син, онук)             | 4 жовтня 1913     |
| 769  | Тетяна           | Tatjana          | Тетяна Патітц                           | 6 жовтня 1913     |
| 779  | Ніна             | Nina             | сестра відкривача                       | 25 січня 1914     |
| 780  | Арменія          | Armenia          | Вірменія                                | 25 січня 1914     |
| 781  | Картвелія        | Kartvelia        | Грузія                                  | 25 січня 1914     |
| 787  | Москва           | Moskva           | Москва                                  | 20 квітня 1914    |
| 789  | Лена             | Lena             | донька відкривача                       | 24 червня 1914    |
| 791  | Ані              | Ani              | Ані                                     | 29 червня 1914    |
| 814  | Тауріс           | Tauris           | лат. Taurus — бик                       | 2 січня 1916      |
| 824  | Анастасія        | Anastasia        | Анастасія Семенова                      | 25 березня 1916   |
| 825  | Таніна           | Tanina           |                                         | 27 березня 1916   |
| 829  | Академія         | Academia         |                                         | 25 серпня 1916    |
| 830  | Петрополітана    | Petropolitana    |                                         | 25 серпня 1916    |
| 847  | Аґніа            | Agnia            |                                         | 2 вересня 1915    |
| 848  | Інна             | Inna             |                                         | 5 вересня 1915    |
| 877  | Валькирія        | Walküre          | Валькірія                               | 13 вересня 1915   |
| 882  | Светлана         | Swetlana         |                                         | 15 серпня 1917    |
| 916  | Америка          | America          | США                                     | 7 серпня 1915     |
| 917  | Ліка             | Lyka             |                                         | 5 вересня 1915    |
| 951  | Гаспра           | Gaspra           | Гаспра                                  | 30 липня 1916     |
| 952  | Кайя             | Caia             |                                         | 27 жовтня 1916    |
| 1075 | Геліна           | Helina           |                                         | 29 вересня 1926   |
| 1099 | Фінерія          | Figneria         | Фігнер Віра                             | 13 вересня 1928   |
| 1110 | Ярослава         | Jaroslawa        | Неуймін Ярослав Григорович (рідний син) | 10 серпня 1928    |
| 1123 | Шеплія           | Shapleya         | Гарлоу Шеплі                            | 21 вересня 1928   |
| 1135 | Колкіс           | Colchis          |                                         | 3 жовтня 1929     |
| 1137 | Раїса            | Raïssa           | Масеєва Раїса Іванівна                  | 27 жовтня 1929    |
| 1140 | Крим             | Crimea           | Крим                                    | 30 грудня 1929    |
| 1146 | Б'ярмія          | Biarmia          | Біармія                                 | 7 травня 1929     |
| 1147 | Ставрополіс      | Stavropolis      | Ставрополь                              | 11 червня 1929    |
| 1158 | Люда             | Luda             |                                         | 31 серпня 1929    |
| 1189 | Терентія         | Terentia         |                                         | 17 вересня 1930   |
| 1190 | Пелагія          | Pelagia          |                                         | 20 вересня 1930   |
| 1202 | Марина           | Marina           |                                         | 13 вересня 1931   |
| 1210 | Моросовія        | Morosovia        | Морозов Микола Олександрович            | 6 червня 1931     |
| 1236 | Таїс             | Thaïs            | Таїс Афінська                           | 6 листопада 1931  |
| 1255 | Жилова           | Schilowa         |                                         | 8 липня 1932      |
| 1269 | Роландіа         | Rollandia        |                                         | 20 вересня 1930   |
| 1271 | Ісергіна         | Isergina         | Ізергін Петро Васильович                | 10 жовтня 1931    |
| 1277 | Долорес          | Dolores          |                                         | 18 квітня 1933    |
| 1289 | Кутаїсі          | Kutaïssi         | Кутаїсі                                 | 19 серпня 1933    |
| 1306 | Скіфія           | Scythia          | Скіфія                                  | 22 липня 1930     |
| 1307 | Кіммерія         | Cimmeria         | Кіммерія                                | 17 жовтня 1930    |
| 1309 | Гіперборея       | Hyperborea       | Гіперборея                              | 11 жовтня 1931    |
| 1316 | Казань           | Kasan            | Казань                                  | 17 листопада 1933 |
| 1331 | Сольвейґ         | Solvejg          |                                         | 25 серпня 1933    |
| 1347 | Патріа           | Patria           | Батьківщина                             | 6 листопада 1931  |
| 1351 | Узбекистанія     | Uzbekistania     | Узбекистан                              | 5 жовтня 1934     |
| 1379 | Ломоносова       | Lomonosowa       | Ломоносов Михайло Васильович            | 19 березня 1936   |
| 1386 | Сторерія         | Storeria         |                                         | 28 липня 1935     |
| 1403 | Ідельсонія       | Idelsonia        | Ідельсон Наум Ілліч                     | 13 серпня 1936    |
| 1434 | Марґот           | Margot           |                                         | 19 березня 1936   |
| 1459 | Маґнія           | Magnya           | лат. Magnya — прекрасний                | 4 листопада 1937  |
| 1484 | Пострема         | Postrema         |                                         | 29 квітня 1938    |
| 1590 | Ціолковська      | Tsiolkovskaja    | Ціолковський Костянтин Едуардович       | 1 липня 1933      |
| 1603 | Нева             | Neva             | Нева                                    | 4 листопада 1926  |
| 1653 | Яхонтовія        | Yakhontovia      | Самойлова-Яхонтова Наталія Сергіївна    | 30 серпня 1937    |
| 1671 | Чайка            | Chaika           | позивні Валентини Терешкової            | 3 жовтня 1934     |
| 1692 | Суботіна         | Subbotina        |                                         | 16 серпня 1936    |
| 1725 | КрАО             | CrAO             | Кримська обсерваторія                   | 20 вересня 1930   |
| 1734 | Жонголович       | Zhongolovich     | Жонголович Іван Данилович               | 11 жовтня 1928    |
| 1783 | Альбіцький       | Albitskij        | Альбицький Володимир Олександрович      | 24 березня 1935   |
| 2166 | Гандаль          | Handahl          |                                         | 13 серпня 1936    |
| 2237 | Мельников        | Melnikov         |                                         | 2 жовтня 1938     |
| 2484 | Паренаго         | Parenago         | Паренаго Павло Петрович                 | 7 жовтня 1928     |
| 2536 | Козирєв          | Kozyrev          |                                         | 15 серпня 1939    |
| 3036 | Крат             | Krat             |                                         | 11 жовтня 1937    |
| 3761 | Романська        | Romanskaya       |                                         | 25 липня 1936     |
| 4420 | Аландреєв        | Alandreev        |                                         | 15 серпня 1936    |